# Уэст-Форк (река)
Уэст-Форк (англ. West Fork River) — река в штате Западная Виргиния, США. Главный приток реки Мононгахила.

## География, описание
Уэст-Форк имеет длину 166 километров, площадь водосборного бассейна — 2282 км². Она протекает в центральной и северной частях Западной Виргинии, не покидая её пределов: округа Апшер, Льюис, Гаррисон и Марион. Общее направление течения — с юга на север. Основные населённые пункты на реке (от истока к стью) — Уэстон, Уэст-Милфорд, Кларксберг, Ламберпорт, Шинстон, Энтерпрайз, Уортингтон, Мононга и Фэрмонт, где Уэст-Форк сливается с рекой Тигарт, образуя реку Мононгахила. Основные притоки (от истока к устью) — Стоункоал-Крик, Хакерс-Крик, Элк-Крик, Симпсон-Крик и Тенмайл-Крик.
Уэст-Форк имеет небольшой уклон: она понижается в среднем на 82 сантиметра каждый километр, поэтому её течение неспешно, на ней широко развито спортивное рыболовство. Распространены щука-маскинонг, канальный сомик, оливковый сомик, микижа, большеротый окунь, малоротый окунь, канадский судак, светлопёрый судак.
Вдоль реки проложена 25-километровая туристическая тропа.
Информационная система географических названий и Комиссия США по географическим названиям заявляют, что нынешнее название, West Fork River, река официально носит с 1902 года. До этого времени реку называли Мадди (Muddy River), Уэст-Брэнч (West Branch), Уэст (West River).

## История, плотины
В конце XVIII века на реке планировалась постройка многочисленных плотин и водяных мельниц, планировалось обширное коммерческое судоходство. С 1817 по 1824 года этот проект достаточно успешно осуществлялся, но потом был отменён после нескольких крупных наводнений, уничтоживших значительную часть созданного. С 1901 по 1935 годы четыре небольшие плотины были построены в верховьях реки, у Кларксберга, на протяжении всего 26 километров для обеспечения питьевой водой местного населения. Вскоре эти четыре водохранилища были признаны отличными рыболовными местами. В наше время Служба охраны рыбных ресурсов и диких животных США рассматривает вопрос о ликвидации этих сооружений. Ныне, согласно приказу Отдела природных ресурсов Западной Виргинии по Уэст-Форк запрещена навигация коммерческих барж, разрешены каноэ и сходные плавсредства.
В настоящее время крупнейшая плотина на реке — Стоунуолл-Джексон, образующая одноимённое водохранилище (площадь — 10,6—10,7 км², год заполнения — 1988). Плотина, высотой 29 метров, защищает большую площадь от наводнений, очень экологична, несмотря на выработку гидроэлектроэнергии, в её окрестностях в 1990 году организован парк штата с одноимённым названием.

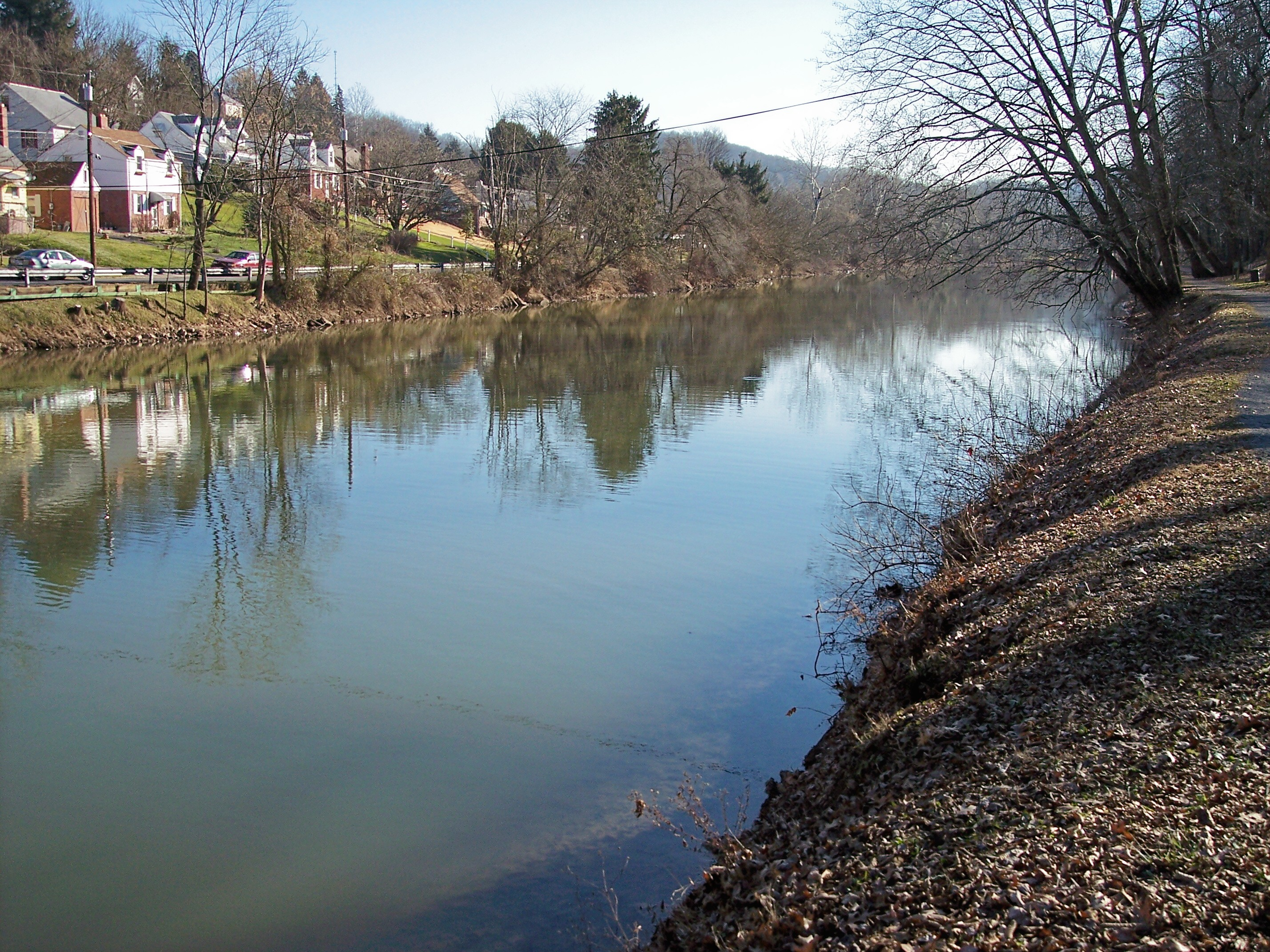
Уэст-Форк в Кларксберге
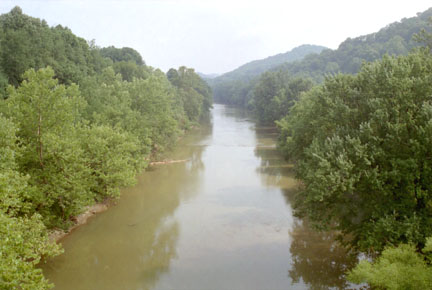
Уэст-Форк в Энтерпрайзе[англ.]
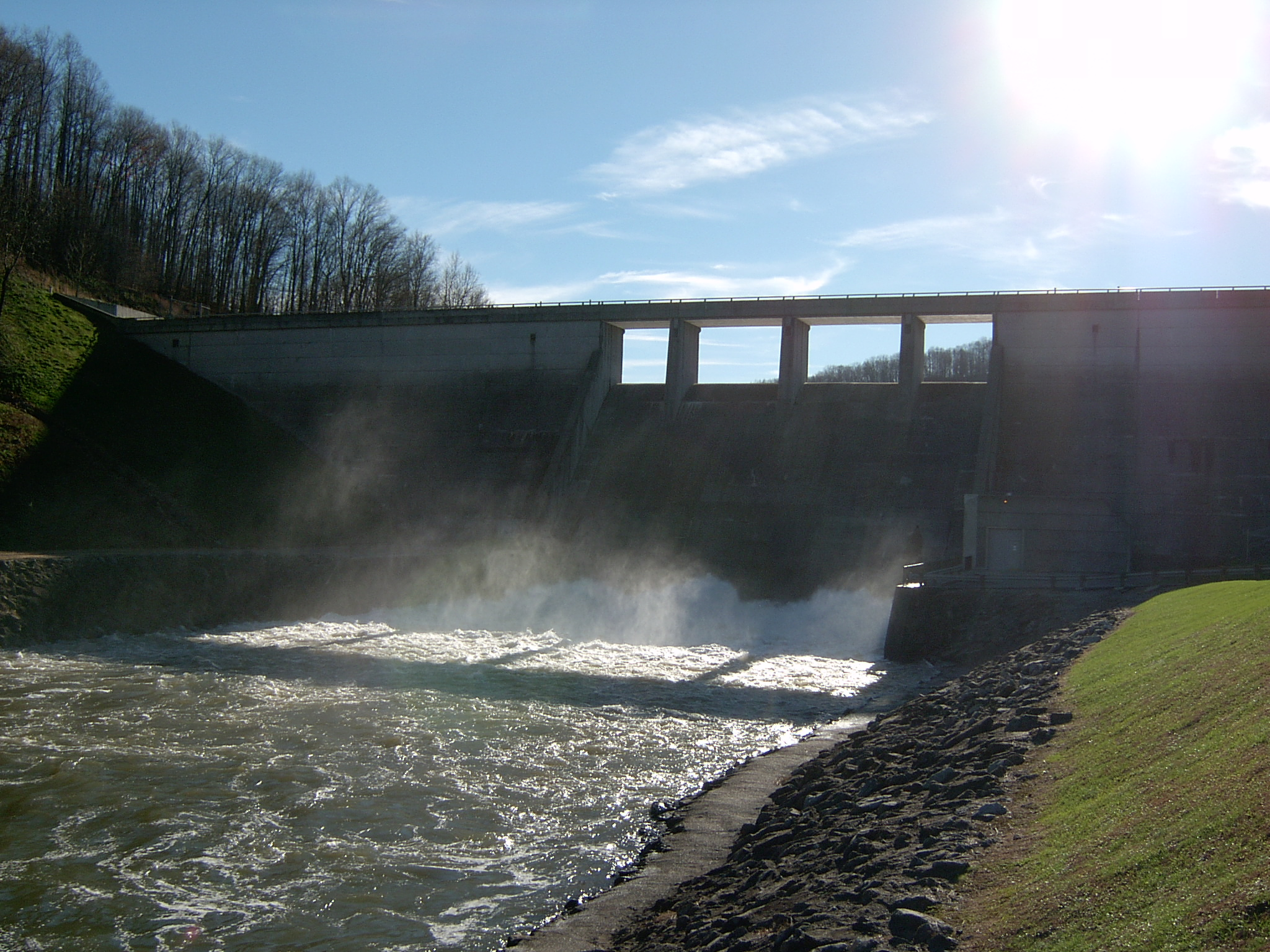
Плотина Стоунуолл-Джексон…
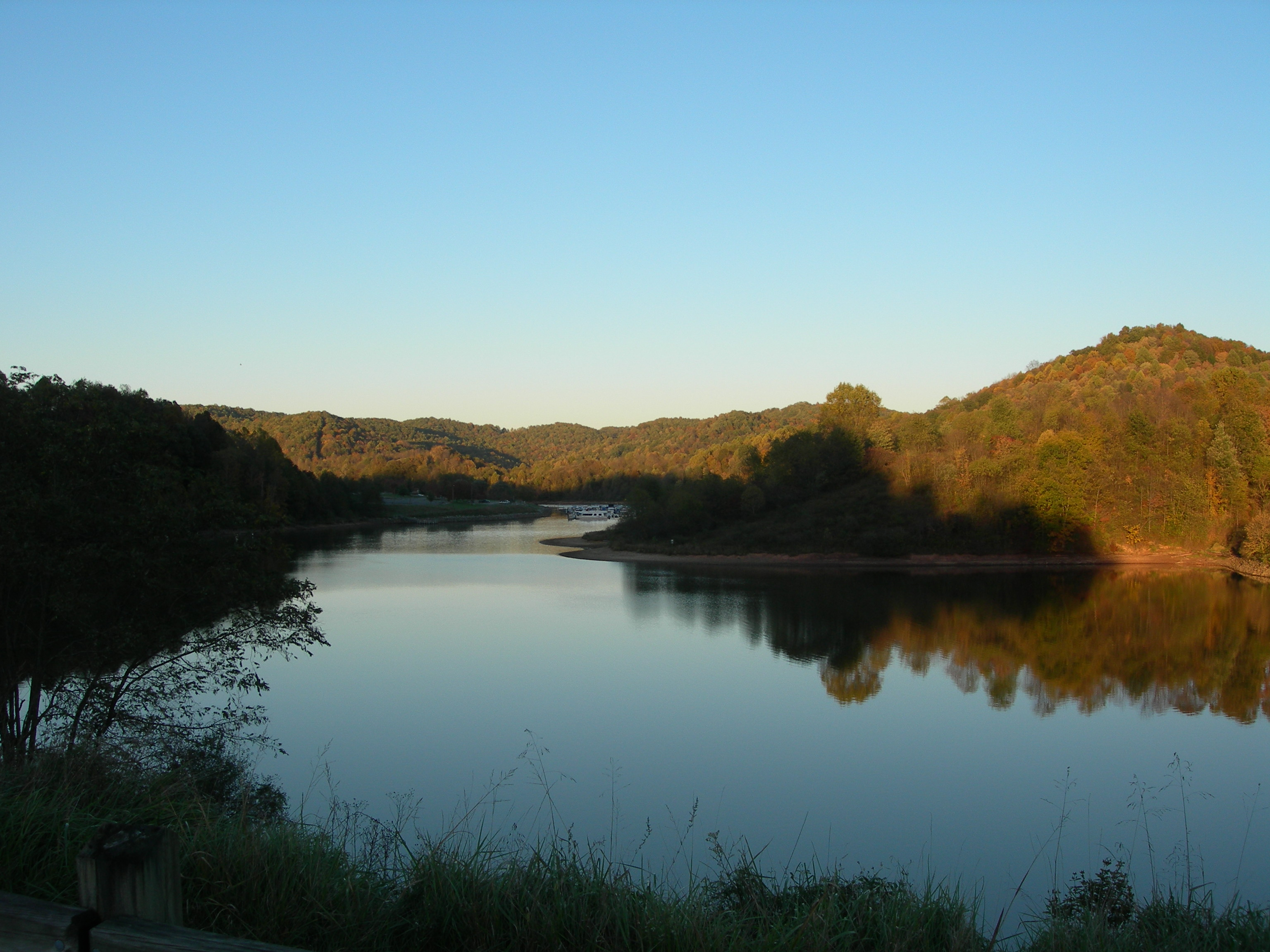
…и водохранилище, образуемое ею.

## Мельница Джексона

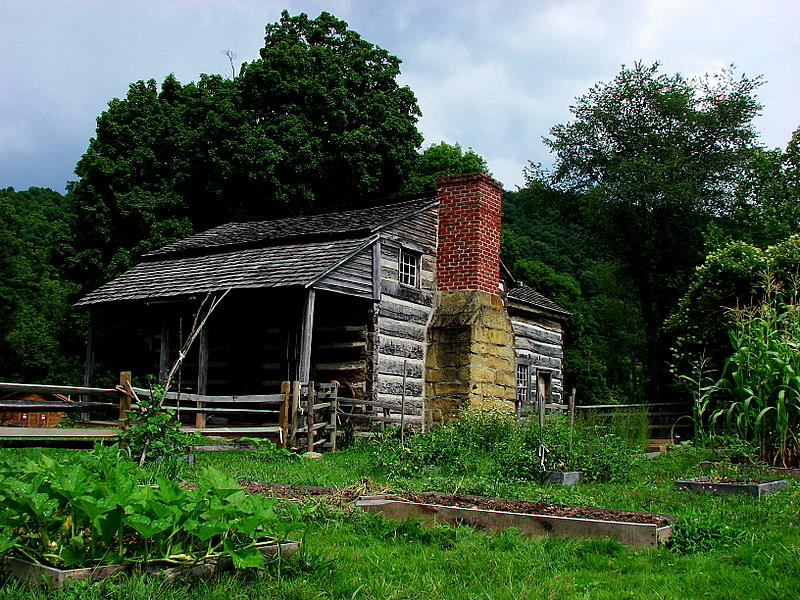
Мельница Джексона. Фото 2007 года.

Одно из старейших зданий на реке — Мельница Джексона, построенная в начале XIX века севернее Уэстона. Мельница известна тем, что здесь значительную часть своей юности провёл внук её строителя, Томас Джексон, будущий генерал Конфедеративных Штатов Америки в годы Гражданской войны, один из самых талантливых генералов Юга и один из самых знаменитых генералов в истории США. В 1920-х годах здание мельницы было передано молодёжной организации 4-H. В 1972 году здание было добавлено в Национальный реестр исторических мест США.